# Suelen Pinto
Suelen Fernanda Santana Pinto est une joueuse brésilienne de volley-ball née le 4 octobre 1987 à Belo Horizonte. Elle mesure 1,68 m et joue au poste de libero. Elle totalise 19 sélections en équipe du Brésil.

## Clubs
| Club                    | De        | À         |
| ----------------------- | --------- | --------- |
| Mackenzie Esporte Clube | 2002-2003 | 2003-2004 |
| Minas Tênis Clube       | 2004-2005 | 2005-2006 |
| Volei Futuro            | 2006-2007 | 2007-2008 |
| Minas Tênis Clube       | 2008-2009 | 2008-2009 |
| São Caetano             | 2009-2010 | 2009-2010 |
| EC Pinheiros            | 2010-2011 | 2011-2012 |
| Campinas Voleibol Clube | 2012-2013 | 2012-2013 |
| Sesi-SP                 | 2013-2014 | 2015-2016 |
| Volley Bergamo          | 2016-2017 | 2016-2017 |
| Praia Clube             | 2017-2018 | …         |

## Palmarès

### Équipe nationale
- Grand Prix Mondial
  - Vainqueur : 2017.
- World Grand Champions Cup
  - Finaliste : 2017.
- Championnat d'Amérique du Sud
  - Vainqueur : 2017, 2019.
- Coupe panaméricaine
  - Finaliste : 2012.
- Championnat du monde des moins de 20 ans
  - Vainqueur : 2005.
- Championnat d'Amérique du Sud  des moins de 20 ans
  - Vainqueur : 2004.

### Clubs
- Championnat sud-américain des clubs
  - Vainqueur : 2014.
  - Finaliste : 2019, 2020.
- Championnat du Brésil
  - Vainqueur : 2018.
  - Finaliste : 2014, 2019.
- Coupe du Brésil
  - Finaliste : 2008, 2014, 2015, 2018, 2019, 2020.
- Supercoupe du Brésil
  - Vainqueur : 2018, 2019.
- Supercoupe d'Italie
  - Finaliste : 2016.

### Distinctions individuelles
- Championnat d'Amérique du Sud féminin de volley-ball des moins de 20 ans 2004: Meilleure réceptionneuse.
- Coupe panaméricaine de volley-ball féminin 2005: Meilleure réceptionneuse.
- Championnat sud-américain des clubs de volley-ball féminin 2014: Meilleure libero.
- Ligue des nations féminine de volley-ball 2018: Meilleure libero.